# Alex Cano
Alex Cano (ur. 13 marca 1983 w Yarumal) – kolumbijski kolarz szosowy, zawodnik grupy Orgullo Antioqueño.

## Najważniejsze osiągnięcia
2003
- 3. miejsce w Vuelta a Uraba

2006
- 1. miejsce w Coppa Penna
- 1. miejsce na 9. etapie Girobio

2007
- 1. miejsce w Giro della Valle d'Aosta
  - 1. miejsce na 3. i 6. etapie
- 1. miejsce w Giro delle Valli Cuneesi
  - 1. miejsce na 4. etapie

2008
- 2. miejsce w Clasica Marinilla
  - 1. miejsce na 3. etapie
- 10. miejsce w Clásico RCN
  - 1. miejsce na 6. etapie

2009
- 1. miejsce na 4. etapie Vuelta a Antioquia
- 10. miejsce w Prueba Villafranca de Ordizia

2010
- 7. miejsce w Vuelta a Asturias
- 8. miejsce w Vuelta a Colombia

2012
- 1. miejsce w Vuelta a Antioquia
- 1. miejsce na 7. etapie Vuelta Internacional de Higuito
- 2. miejsce w Clásico RCN
- 6. miejsce w Vuelta Mexico Telmex
  - 1. miejsce na 4. i 7. etapie
- 7. miejsce w Vuelta a Colombia

2013
- 2. miejsce w Vuelta a Colombia

2014
- 1. miejsce w Vuelta a Guatemala
  - 1. miejsce na 3. i 4. etapie
- 1. miejsce na 8. etapie Clásico RCN

2015
- 4. miejsce w Tour of Turkey

2016
- 3. miejsce w Vuelta a Colombia